# インゴ・ホフマン
インゴ・オット・ホフマン（Ingo Ott Hoffmann, 1953年2月28日 - ）は、ブラジル・サンパウロ出身のレーシングドライバーである。国際レースの分野では大きな結果を残していないが、ブラジル国内レースにおいて大きな名声を持つドライバーである。
姓については言語圏を問わずしばしば「Hoffman」と記されるが、正確には「Hoffmann」である。

## 経歴
1975年にイギリス・フォーミュラ3選手権に参戦し、1976年にブラジル国籍のF1チームであるフィッティパルディのシートを得てブラジルGPでF1デビュー。翌1977年にかけて6戦にスポット参戦した（内3回は予選落ち）。当時のフィッティパルディチームは財政上の問題のため全レースで2台を走らせる力はなく、ホフマンは2台目のステアリングを握ったため出場したグランプリは限られたものであった。ファーストドライバーである元世界王者のエマーソン・フィッティパルディには予選・決勝とも全敗だった。
フィッティパルディ離脱以後はF1のシートを得ることは無く、ヨーロッパや南米でF2選手権や耐久レースに参戦し、南米F2選手権ではチャンピオンタイトルを獲得している。

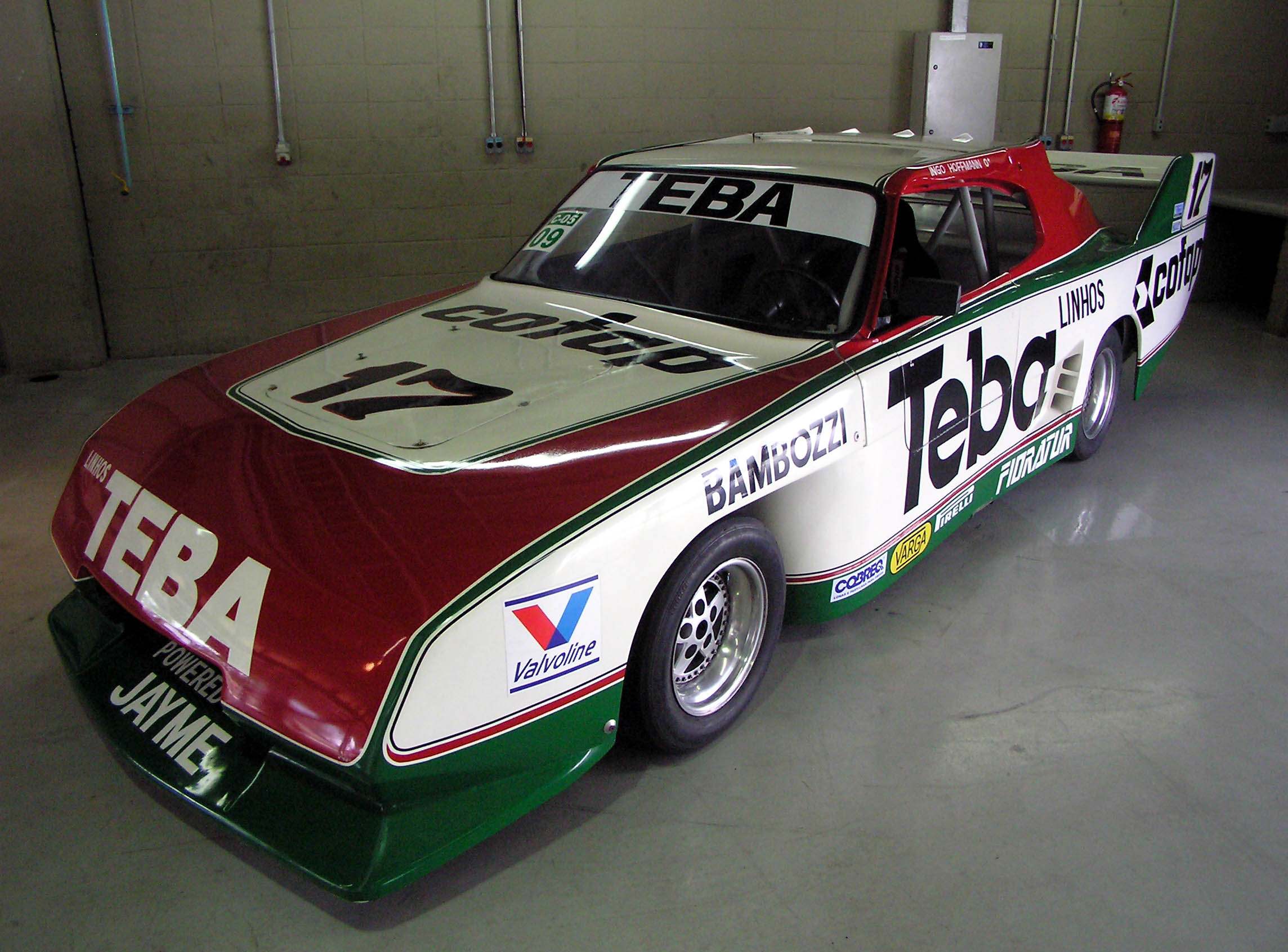
ホフマンのストックカー（1988年、シボレー・オパラ）

1979年以降はその年4月に開幕したストックカー・ブラジル選手権の第1回レースから参戦を開始し、以後、2007年現在も現役選手として活躍している。
ストックカー・ブラジル選手権では、チャンピオンタイトル獲得回数12回という圧倒的な記録を持ち、優秀回数でも最多勝記録を持つ。近年はタイトル獲得からは遠ざかっていたが、2006年最終戦で同選手権における76勝目となる優勝を挙げている。これは自身が持つ同選手権における最多勝記録を更新するものであると同時に、自身のレースキャリアの中で国内のサーキットおける通算100勝目となるものであった。
この他、2000年代には同国の国内ラリー選手権にも参戦している。

## 戦績

### ヨーロッパ・フォーミュラ3選手権
| 年     | エントラント     | シャシー    | エンジン     | 1     | 2   | 3     | 4   | 5   | 6   | Pos. | Pts |
| ------ | ---------------- | ----------- | ------------ | ----- | --- | ----- | --- | --- | --- | ---- | --- |
| 1975年 | インゴ・ホフマン | マーチ・753 | トヨタ・2T-G | MON 6 | NÜR | AND 9 | MNZ | CET | DJU | 23位 | 1   |

### F1
| 年     | 所属チーム                      | シャシー | 1       | 2     | 3       | 4       | 5   | 6   | 7   | 8       | 9   | 10  | 11  | 12  | 13  | 14  | 15  | 16  | 17  | WDC       | ポイント |
| ------ | ------------------------------- | -------- | ------- | ----- | ------- | ------- | --- | --- | --- | ------- | --- | --- | --- | --- | --- | --- | --- | --- | --- | --------- | -------- |
| 1976年 | コパスカー (フィッティパルディ) | FD03     | BRA 11  | RSA   |         |         |     |     |     |         |     |     |     |     |     |     |     |     |     | NC (33位) | 0        |
| 1976年 | コパスカー (フィッティパルディ) | FD04     |         |       | USW DNQ | ESP DNQ | BEL | MON | SWE | FRA DNQ | GBR | GER | AUT | NED | ITA | CAN | USA | JPN |     | NC (33位) | 0        |
| 1977年 | コパスカー (フィッティパルディ) | FD04     | ARG Ret | BRA 7 | RSA     | USW     | ESP | MON | BEL | SWE     | FRA | GBR | GER | AUT | NED | ITA | USA | CAN | JPN | NC (25位) | 0        |

(key)

### ヨーロッパ・フォーミュラ2選手権
| 年     | チーム        | シャシー    | エンジン  | 1       | 2       | 3       | 4       | 5      | 6       | 7       | 8     | 9     | 10      | 11     | 12      | 13      | Pos. | Pts |
| ------ | ------------- | ----------- | --------- | ------- | ------- | ------- | ------- | ------ | ------- | ------- | ----- | ----- | ------- | ------ | ------- | ------- | ---- | --- |
| 1977年 | プロジェクト4 | ラルト・RT1 | BMW M12/7 | SIL 4   | THR Ret | HOC Ret | NÜR 7   | VLL 16 | PAU 8   | MUG 9   | ROU 5 | NOG 3 | PER 3   | MIS 3  | EST Ret | DON Ret | 7位  | 18  |
| 1978年 | プロジェクト4 | マーチ・782 | BMW M12/7 | THR Ret | HOC 4   | NÜR 6   | PAU Ret | MUG 4  | VLL Ret | ROU Ret | DON 4 | NOG 5 | PER Ret | MIS 10 | HOC 14  |         | 6位  | 13  |

### ストックカー・ブラジル
- タイトル獲得回数：12回
  - 1980年、1985年、1989年、1990年、1991年、1992年、1993年、1994年、1996年、1997年、1998年、2002年